# International Journal of Colorectal Disease
Das International Journal of Colorectal Disease, abgekürzt Int. J. Colorectal Dis., ist eine wissenschaftliche Fachzeitschrift, die vom Springer-Verlag veröffentlicht wird. Die Zeitschrift erscheint mit fünf Ausgaben im Jahr. Es werden Arbeiten veröffentlicht, die sich mit Erkrankungen des Gastrointestinaltrakts beschäftigen.
Der Impact Factor lag im Jahr 2014 bei 2,449. Nach der Statistik des ISI Web of Knowledge wird das Journal mit diesem Impact Factor in der Kategorie Chirurgie an 55. Stelle von 198 Zeitschriften und in der Kategorie Gastroenterologie und Hepatologie an 39. Stelle von 76 Zeitschriften geführt.